# Negro de carbono
O negro de carbono, também chamado negro de fumo, carbono negro (subtipos são negro de acetileno, negro de canal, negro de fornalha, negro de lâmpada e negro térmico ) é um material produzido pela combustão incompleta de carvão e alcatrão de carvão, matéria vegetal ou produtos petrolíferos, incluindo óleo combustível, alcatrão de craqueamento catalítico fluido, e craqueamento de etileno em um suprimento limitado de ar. O negro de carbono é uma forma de carbono paracristalino que possui uma alta relação superfície-volume, embora menor que a do carvão ativado. É diferente da fuligem em sua proporção muito maior de área de superfície para volume e conteúdo significativamente menor (insignificante e não biodisponível) de hidrocarbonetos aromáticos policíclicos (PAH). No entanto, o negro de carbono pode ser usado como um composto modelo para fuligem de diesel para entender melhor como a fuligem de diesel se comporta sob várias condições de reação, pois o negro de carbono e a fuligem de diesel têm algumas propriedades semelhantes, como tamanhos de partícula, densidades e habilidades de adsorção de copolímeros que contribuem para eles tendo comportamentos semelhantes em várias reações, como experimentos de oxidação.  O negro de carbono é usado como corante e carga de reforço em pneus e outros produtos de borracha; pigmento e aditivo de proteção contra desgaste em plásticos, tintas e pigmentos de tinta. É utilizado na UE como corante alimentar quando produzido a partir de matéria vegetal (E153).
A avaliação atual da Agência Internacional de Pesquisa sobre o Câncer (IARC) é que "o negro de carbono é possivelmente cancerígeno para humanos ( Grupo 2B )". A exposição de curto prazo a altas concentrações de pó de negro de carbono pode causar desconforto no trato respiratório superior por meio de irritação mecânica.

## Usos comuns
O uso mais comum (70%) do negro de carbono é como pigmento e fase de reforço em pneus de automóveis. A estrutura e o arranjo do negro de carbono contribuem para o aumento de suas propriedades condutoras que são úteis em baterias de íon-lítio. Seu baixo custo o torna uma adição comum aos cátodos e ânodos e é considerado um substituto seguro para o lítio metálico em baterias de íon-lítio. O negro de carbono também ajuda a conduzir o calor para longe da banda de rodagem e da área da correia do pneu, reduzindo os danos térmicos e aumentando a vida útil do pneu. Cerca de 20% da produção mundial vai para cintos, mangueiras e outros produtos de borracha que não sejam pneus. Os 10% restantes de negro de carbono vêm de pigmentos em tintas, revestimentos e plásticos, além de serem usados como aditivos condutores em baterias de íon-lítio.
O negro de carbono é adicionado ao polipropileno porque absorve a radiação ultravioleta, o que, de outra forma, causa a degradação do material. Partículas de negro de carbono também são empregadas em alguns materiais absorventes de radar, em toners de fotocopiadoras e impressoras a laser e em outras tintas e tintas. A alta resistência e estabilidade de tingimento do negro de carbono também forneceu uso na coloração de resinas e filmes. O negro de carbono tem sido usado em várias aplicações para eletrônicos. Um bom condutor de eletricidade, o negro de carbono é usado como carga misturada em plásticos, elastômeros, filmes, adesivos e tintas. É usado como agente aditivo antiestático em tampas e tubos de combustível de automóveis.
O negro de carbono de origem vegetal é utilizado como corante alimentar, conhecido na Europa como aditivo E153. É aprovado para uso como aditivo 153 (negros de carbono ou carvão vegetal) na Austrália e na Nova Zelândia, mas foi proibido nos EUA. O pigmento de cor negro de carbono tem sido amplamente utilizado por muitos anos em embalagens de alimentos e bebidas. Ele é usado em garrafas de leite UHT multicamadas nos EUA, partes da Europa e Ásia e África do Sul, e em itens como bandejas de refeição para micro-ondas e bandejas de carne na Nova Zelândia.
A extensa revisão do negro de carbono pelo governo canadense em 2011 concluiu que o negro de carbono poderia continuar a ser usado em produtos – incluindo embalagens de alimentos para consumidores – no Canadá. Isso ocorreu porque "na maioria dos produtos de consumo, o negro de carbono está ligado a uma matriz e indisponível para exposição, por exemplo, como um pigmento em plásticos e borrachas" e "é proposto que o negro de carbono não entre no ambiente em quantidade ou concentração ou sob condições que constituem ou podem constituir um perigo no Canadá para a vida ou saúde humana."
Na Australásia, o pigmento de cor negro de carbono na embalagem deve cumprir os requisitos dos regulamentos de embalagem da UE ou dos EUA. Se qualquer corante for usado, ele deve atender ao acordo parcial europeu AP(89)1.
A produção total foi de cerca 8,100,000 t (8,900,000 short tons) em 2006. O consumo global de negro de carbono, estimado em 13,2 milhões de toneladas métricas, avaliadas em US$ 13,7 bilhões, em 2015, deverá atingir 13,9 milhões de toneladas métricas, avaliadas em US$ 14,4 bilhões em 2016.
Prevê-se que o consumo global mantenha um CAGR (taxa composta de crescimento anual) de 5,6% entre 2016 e 2022, atingindo 19,2 milhões de toneladas métricas, avaliadas em US$ 20,4 bilhões, até 2022.

## Reforço de negros de carbono
O uso em maior volume de negro de carbono é como carga de reforço em produtos de borracha, especialmente pneus. Enquanto uma vulcanização de goma pura de estireno-butadieno tem uma resistência à tração de não mais que 2 MPa e resistência à abrasão insignificante, combiná-la com 50% de negro de carbono em peso melhora sua resistência à tração e resistência ao desgaste conforme mostrado na tabela abaixo. É frequentemente usado na indústria aeroespacial em elastômeros para componentes de controle de vibração de aeronaves, como coxins de moto r.
| Nome                         | Abrev. | ASTM design | Partícula Tamanho nm | Tração força MPa | Relativo laboratório abrasão | Relativo roupa de estrada abrasão |
| ---------------------------- | ------ | ----------- | -------------------- | ---------------- | ---------------------------- | --------------------------------- |
| Forno de Super Abrasão       | SAF    | N110        | 20–25                | 25.2             | 1.35                         | 1.25                              |
| SAF intermediário            | ISAF   | N220        | 24–33                | 23.1             | 1.25                         | 1.15                              |
| Forno de alta abrasão        | HAF    | N330        | 28–36                | 22.4             | 1,00                         | 1,00                              |
| Canal de Fácil Processamento | CEP    | N300        | 30–35                | 21.7             | 0,80                         | 0,90                              |
| Forno de Extrusão Rápida     | FEF    | N550        | 39–55                | 18.2             | 0,64                         | 0,72                              |
| Forno de alto módulo         | HMF    | N660        | 49–73                | 16.1             | 0,56                         | 0,66                              |
| Forno de semi-reforço        | SRF    | N770        | 70–96                | 14.7             | 0,48                         | 0,60                              |
| Térmica Fina                 | FT     | N880        | 180–200              | 12.6             | 0,22                         | –                                 |
| Médio Térmico                | MT     | N990        | 250–350              | 9.8              | 0,18                         | –                                 |

Praticamente todos os produtos de borracha em que as propriedades de desgaste por tração e abrasão são importantes usam negro de carbono, por isso são de cor preta. Onde as propriedades físicas são importantes, mas cores diferentes do preto são desejadas, como tênis branco, a sílica precipitada ou fumada foi substituída pelo negro de carbono. Os enchimentos à base de sílica também estão ganhando participação de mercado em pneus automotivos porque oferecem melhor compensação para eficiência de combustível e manuseio em piso molhado devido a uma menor perda de rolagem. Tradicionalmente, os enchimentos de sílica tinham propriedades de desgaste por abrasão piores, mas a tecnologia melhorou gradualmente a um ponto em que podem igualar o desempenho de abrasão do negro de carbono.

## Pigmento
negro de carbono ( Color Index International, PBK-7) é o nome de um pigmento preto comum, tradicionalmente produzido a partir da carbonização de materiais orgânicos, como madeira ou osso. Parece preto porque reflete muito pouca luz na parte visível do espectro, com um albedo próximo de zero. O albedo real varia dependendo do material de origem e do método de produção. É conhecido por uma variedade de nomes, cada um dos quais reflete um método tradicional de produção de negro de carbono:
- O negro de marfim era tradicionalmente produzido pela carbonização de marfim ou ossos (ver carvão de osso ).
- Vine black era tradicionalmente produzido pela carbonização de videiras e caules dessecados.
- O preto da lâmpada era tradicionalmente produzido coletando fuligem de lâmpadas a óleo.

Todos esses tipos de negro de carbono foram usados extensivamente como pigmentos de tinta desde os tempos pré-históricos. Rembrandt, Vermeer, Van Dyck e, mais recentemente, Cézanne, Picasso e Manet empregaram pigmentos de negro de carbono em suas pinturas. Um exemplo típico é a " Música nas Tulherias " de Manet, onde os vestidos pretos e os chapéus dos homens são pintados em preto marfim.
Métodos mais recentes de produção de negro de carbono substituíram em grande parte essas fontes tradicionais. Para fins artesanais, o negro de carbono produzido por qualquer meio permanece comum.

## Superfície e química de superfície
Todos os negros de fumo têm complexos de oxigênio quimisorvidos (ou seja, grupos carboxílicos, quinônicos, lactônicos, fenólicos e outros) em suas superfícies em graus variados, dependendo das condições de fabricação. Esses grupos de oxigênio de superfície são referidos coletivamente como conteúdo volátil. Também é conhecido por ser um material não condutor devido ao seu conteúdo volátil.
As indústrias de revestimentos e tintas preferem graus de negro de carbono que são oxidados por ácido. O ácido é pulverizado em secadores de alta temperatura durante o processo de fabricação para alterar a química inerente da superfície do preto. A quantidade de oxigênio ligado quimicamente na área de superfície do preto é aumentada para melhorar as características de desempenho.

## Uso em baterias de íon de lítio

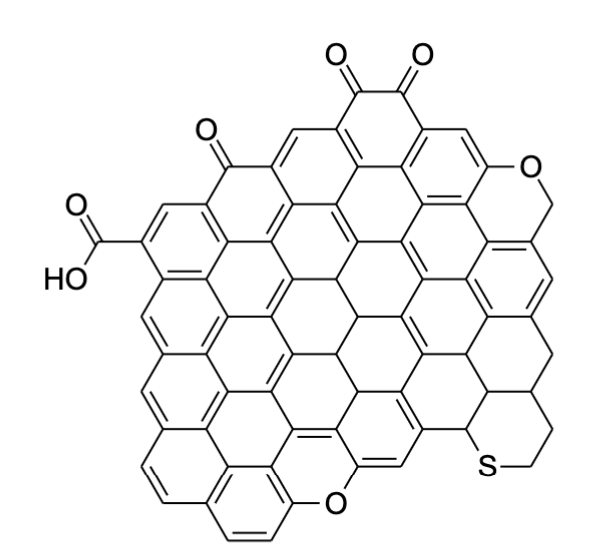
A estrutura genérica do negro de carbono.

O negro de carbono é um aditivo condutor comum para baterias de íon-lítio, pois possuem tamanhos de partícula pequenos e grandes áreas de superfície específica (SSA) que permitem que o aditivo seja bem distribuído por todo o cátodo ou ânodo, além de ser barato e duradouro. Ao contrário do grafite, que é um dos outros materiais comuns usados em baterias recarregáveis, o negro de carbono consiste em redes cristalinas mais afastadas e promove a intercalação Li + porque permite mais caminhos para o armazenamento de lítio.
O negro de carbono tem uma densidade baixa que permite que um grande volume dele seja disperso para que seus efeitos condutores sejam aplicados uniformemente em toda a bateria. Além disso, seu arranjo de cristais semelhantes a grafite distribuídos aleatoriamente melhora a estabilidade da bateria devido à diminuição da barreira potencial de intercalação de lítio em grafite, o que acaba afetando o desempenho dos cátodos.
Embora o negro de carbono seja leve e bem disperso por toda a bateria e aumente o desempenho condutivo das baterias, ele também contém oxigênio contendo grupos funcionais hidrofílicos que podem causar reações colaterais na bateria e levar à decomposição do eletrólito. A grafite (aquecimento) do negro de carbono pode decompor termicamente os grupos funcionais hidrofílicos e, assim, aumentar o ciclo de vida da bateria, o que mantém as habilidades condutoras do negro de carbono enquanto mitiga os danos que podem ser causados às baterias pelo negro de carbono.
Meias células criadas com grafitização pesada, grafitização leve e sem grafitização mostraram que a célula criada com grafitização pesada teve um ciclo de vida estável de 320 ciclos, a célula com grafitização leve mostrou um ciclo de vida estável de 200 ciclos e a célula sem grafitização mostrou um ciclo de vida estável de 160 ciclos.

## Segurança

### Carcinogenicidade
O negro de carbono é considerado possivelmente cancerígeno para humanos e classificado como cancerígeno do Grupo 2B porque há evidências suficientes em animais experimentais com evidências inadequadas em estudos epidemiológicos humanos. A evidência de carcinogenicidade em estudos com animais vem de dois estudos de inalação crônica e dois estudos de instilação intratraqueal em ratos, que mostraram taxas significativamente elevadas de câncer de pulmão em animais expostos. Um estudo de inalação em camundongos não mostrou taxas significativamente elevadas de câncer de pulmão em animais expostos. Os dados epidemiológicos vêm de três estudos de coorte de trabalhadores da produção de negro de carbono. Dois estudos, do Reino Unido e da Alemanha, com mais de 1.000 trabalhadores em cada grupo de estudo, mostraram mortalidade elevada por câncer de pulmão. Um terceiro estudo com mais de 5.000 trabalhadores de negro de carbono nos Estados Unidos não mostrou mortalidade elevada. Descobertas mais recentes de aumento da mortalidade por câncer de pulmão em uma atualização do estudo do Reino Unido sugerem que o negro de carbono pode ser um carcinógeno em estágio avançado. No entanto, um estudo mais recente e maior da Alemanha não confirmou essa hipótese.

### Segurança no trabalho
Existem diretrizes rígidas disponíveis e em vigor para garantir que os funcionários que fabricam negro de carbono não corram o risco de inalar doses inseguras de negro de carbono em sua forma bruta. O equipamento de proteção individual respiratória é recomendado para proteger adequadamente os trabalhadores da inalação de negro de carbono. O tipo recomendado de proteção respiratória varia de acordo com a concentração de negro de carbono utilizada.
As pessoas podem ser expostas ao negro de carbono no local de trabalho por inalação e contato com a pele ou olhos. A Administração de Segurança e Saúde Ocupacional (OSHA) estabeleceu o limite legal ( Limite de exposição permissível ) para exposição ao negro de carbono no local de trabalho em 3,5 mg/m 3 durante um dia de trabalho de 8 horas. O Instituto Nacional de Segurança e Saúde Ocupacional (NIOSH) estabeleceu um limite de exposição recomendado (REL) de 3,5 mg/m 3 durante um dia de trabalho de 8 horas. Em níveis de 1750 mg/ m3, o negro de carbono é imediatamente perigoso para a vida e a saúde.

## Ligações external
- "Carbon black" – NIOSH Pocket Guide to Chemical Hazards, CDC website entry
- "Carbon Black Industry" from the Handbook of Texas Online
- International Carbon Black Association
- Special Carbon Blacks - PentaCarbon GmbH